# Sarah Vaughan
Sarah Lois Vaughan (pronunciat [vo:n]; Newark, 27 de març del 1924 – Los Angeles, 3 d'abril del 1990), és una cantant nord-americana de jazz. Juntament amb Billie Holiday i Ella Fitzgerald, és considerada per molts com la més important i influent veu femenina del jazz, encara que el seu magisteri s'estén a tota l'àrea de la música popular. La veu de Vaughan es caracteritza per la seva tonalitat greu, per la seva enorme versatilitat i pel seu control del vibrato.
La seva tessitura, similar a la d'una cantant d'òpera, li permetia saltar del registre greu al de soprano amb gran facilitat. Sarah Vaughan va ser una de les primeres vocalistes a incorporar el bebop al seu cant, situant-lo a més, si escau, al nivell d'instrumentistes de la talla de Charlie Parker i Dizzy Gillespie. Les seves capacitats més destacades són la seva inventiva harmònica i el seu alt sentit de la improvisació. Al llarg dels anys, la seva veu es va anar fent més fosca, encara que no va arribar a perdre mai el seu poder i la seva flexibilitat. Va ser també una mestra en el scat.

## Biografia
Vaughan va cantar en la seva infància, com altres cantants de jazz, en l'església; rebé, a més a més, intenses lliçons de piano entre 1931 i 1939. Després de guanyar un concurs per a aficionats en l'Apollo Theater, es va unir a la big band d'Earl Hines com a cantant. No ha quedat registre sonor d'aquesta col·laboració dels anys 1943-1944. Quan el seu gran amic, el també cantant negre Billy Eckstine, va formar la seua pròpia orquestra, Sarah es va unir a ell, fent el seu debut en l'enregistrament discogràfic. En l'orquestra de Hines, va rebre la influència de Charlie Parker i Dizzy Gillespie.
Més enllà d'uns pocs mesos amb John Kirby entre 1945 i 1946, Sarah Vaughan va desenvolupar la seua carrera en solitari. Encara que, cap al 1945, la seua imatge fóra millorable (el seu primer marit George Treadwell l'hauria d'ajudar molt en aquest aspecte), la seua veu era ja inqüestionable. Va realitzar uns primers enregistraments per a la companyia Continental, entre els quals destaca el del 25 de maig del 1945, en què va estar acompanyada per Gillespie i Parker. No obstant això, foren els seus enregistraments d'entre 1946 i 1948 per a Musicraft (que incloïen temes com "If You Could See Me Now", "Tenderly" i "It's Magic") els que van demostrar la seua maduració com a cantant i el seu fraseig orientat al bop aplicat a les cançons populars. Va signar un contracte amb Columbia i va gravar per a aquesta durant el període 1949-1953, consolidant la seua popularitat. Encara que alguns d'aquests enregistraments tenen un matís típicament comercial, els seus vuit temes gravats amb la banda de Jimmy Jones durant el 18 i 19 de maig de 1950 es troben entre les seues interpretacions més memorables, i demostren la seua capacitat indubtable per a cantar jazz.
Durant els anys cinquanta, Sarah va gravar per a Mercury música pop amb orquestres, i material purament jazzístic per al segell subsidiari d'aquell, EmArcy, entre el qual es troba la seua molt elogiada col·laboració amb Clifford Brown. Més tard, gravaria per a Roulette (1960-64), tornaria a Mercury (1963-67), i després d'un període d'inactivitat de quatre anys, per a Mainstream (1971-74); Vaughan va estar també en el segell Pablo, de Norman Granz, des del 1977 al 1982.

## Discografia representativa
- 1954: Swingin' Easy (EmArcy)
- 1954: Sarah Vaughan with Clifford Brown (Verve)
- 1954: The Gershwin Songbook (Mercury)
- 1955: In the Land of Hi-Fi (EmArcy)
- 1957: At Mister Kelly's [live] (EmArcy)
- 1958: No Count Sarah (EmArcy)
- 1963: Sarah Sings Soulfully (Roulette)
- 1963: Sassy Swings the Tivoli [live] (Emarcy)
- 1978: How Long Has This Been Going On? (Pablo)
- 1979: The Duke Ellington Songbook, Vol. 1-2 (Pablo)
- 1982: Crazy and Mixed Up (Pablo)